# 퓰리처상 지역 보도 부문
퓰리처상 지역 보도 부문(Pulitzer Prize for Local Reporting)은 미국의 시상식인 퓰리처상의 14개의 저널리즘 분야 중 하나이다.

## 수상 내역
- 2007년 마이애미 헤럴드
- 2008년 밀워키저널 센티널
- 2009년 디트로이트 무가지, 이스트 밸리 트리뷴
- 2010년 밀워키 저널 센티널
- 2011년 시카고 선타임스
- 2012년 패트리어트뉴스
- 2013년 미네아폴리스 스타트리뷴
- 2014년 탬파베이 타임스
- 2015년 데일리 브리즈의 레베카와 프랭크